# Polystichum polyblepharum
Polystichum polyblepharum là một loài thực vật có mạch trong họ Dryopteridaceae. Loài này được (Roem. ex Kunze) C. Presl miêu tả khoa học đầu tiên năm 1851.